# Naturhistorisches Museum Peking

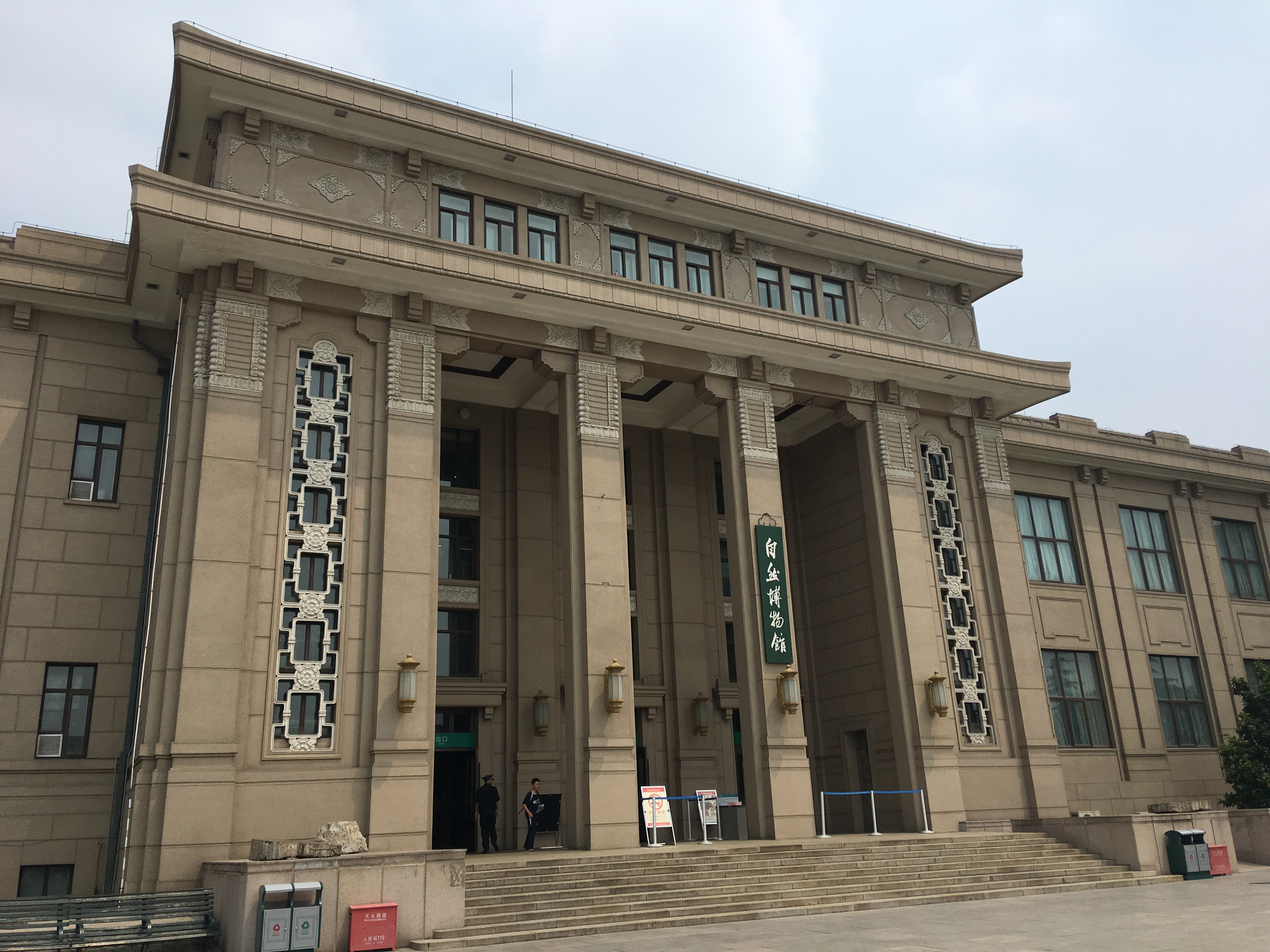
Naturhistorisches Museum Peking

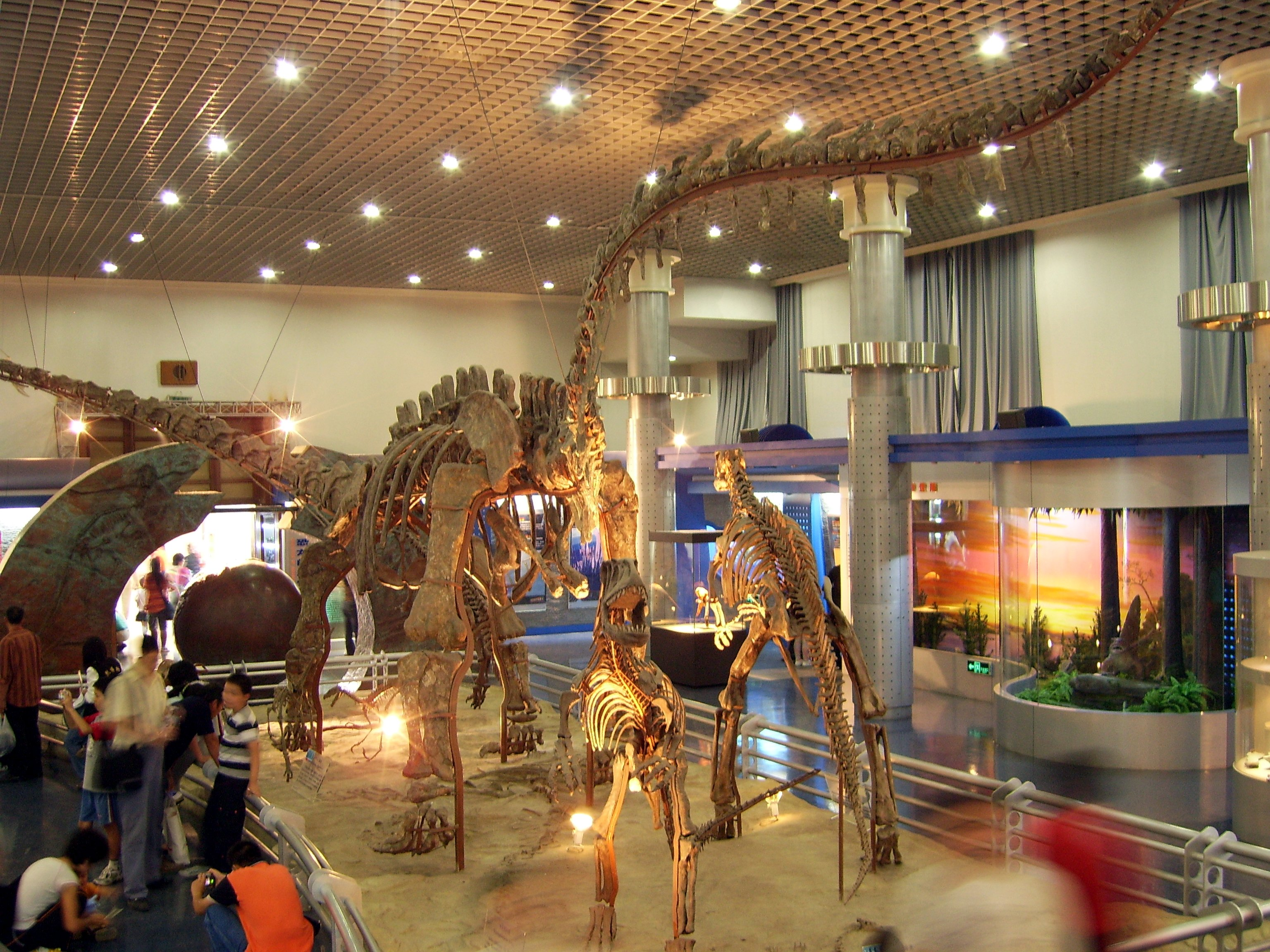
Dinosaurier im Ausstellungsbereich

Das Naturhistorische Museum Peking (chinesisch 北京自然博物馆, Pinyin Běijīng zìrán bówùguǎn, englisch Beijing Museum of Natural History (BMNH)) ist ein Naturkundemuseum in China. Das Museumsgebäude liegt im Pekinger Stadtbezirk Dongcheng in der Tianqiao-Nan-Straße Nr. 126. Die Einrichtung wurde 1951 unter dem Namen Nationales Zentrales Naturhistorisches Museum (中央自然博物馆) gegründet und erhielt 1962 die derzeitige Bezeichnung.
Das Museum zeigt in seiner Ausstellung auch Dinosaurier. Zu sehen sind der 26 Meter lange Sauropode Mamenchisaurus, verschiedene große Raubsaurier aus der Gruppe der „Sinraptoridae“, der in China sehr bekannte „Prosauropode“ Lufengosaurus (vergleichbar mit dem europäischen „Prosauropoden“ Plateosaurus) und den vogelähnlichen Anchiornis.

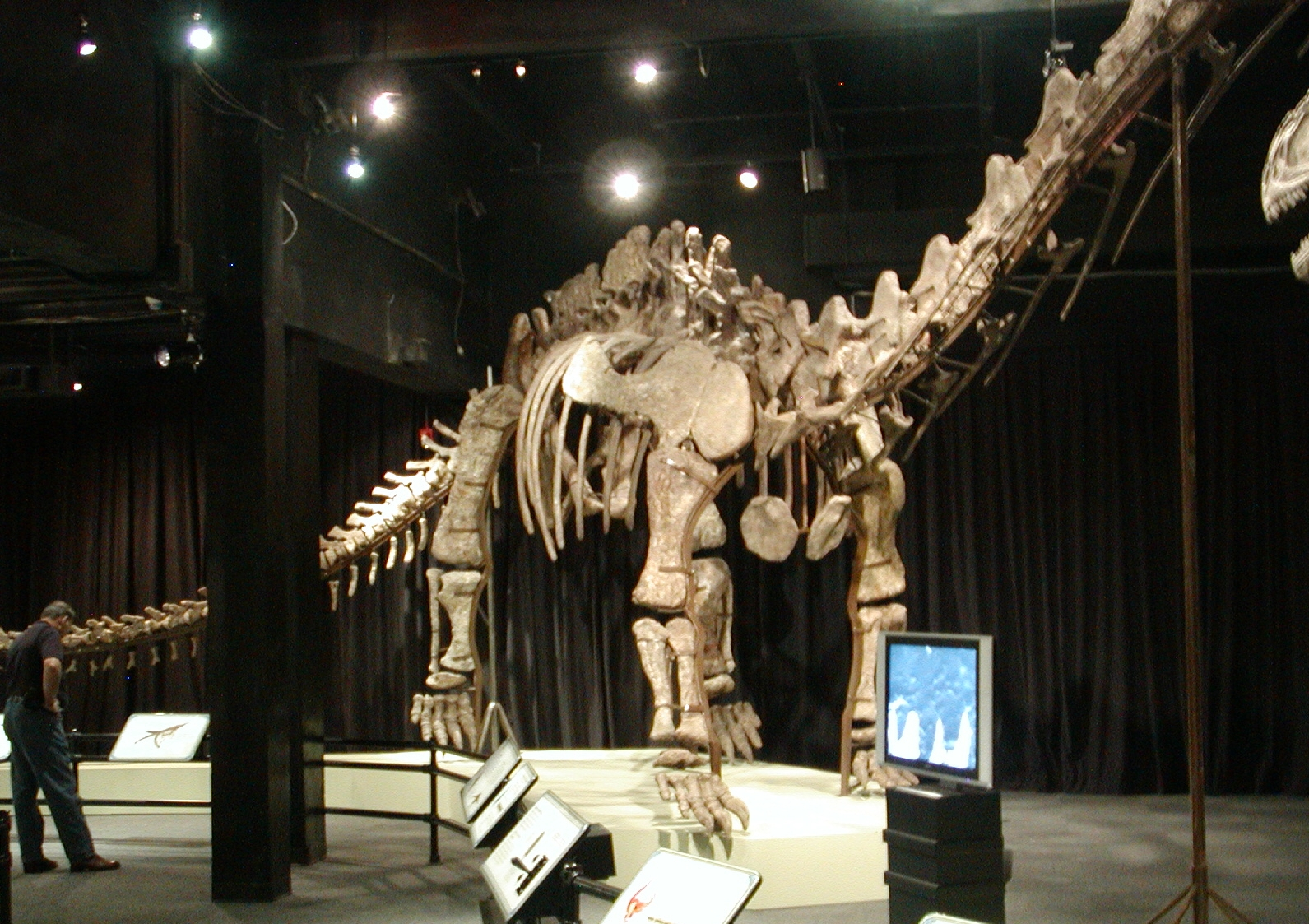
Mamenchisaurus jingyanesi (Leihgabe im Phillip and Patricia Frost Museum of Science (PPFMOS))
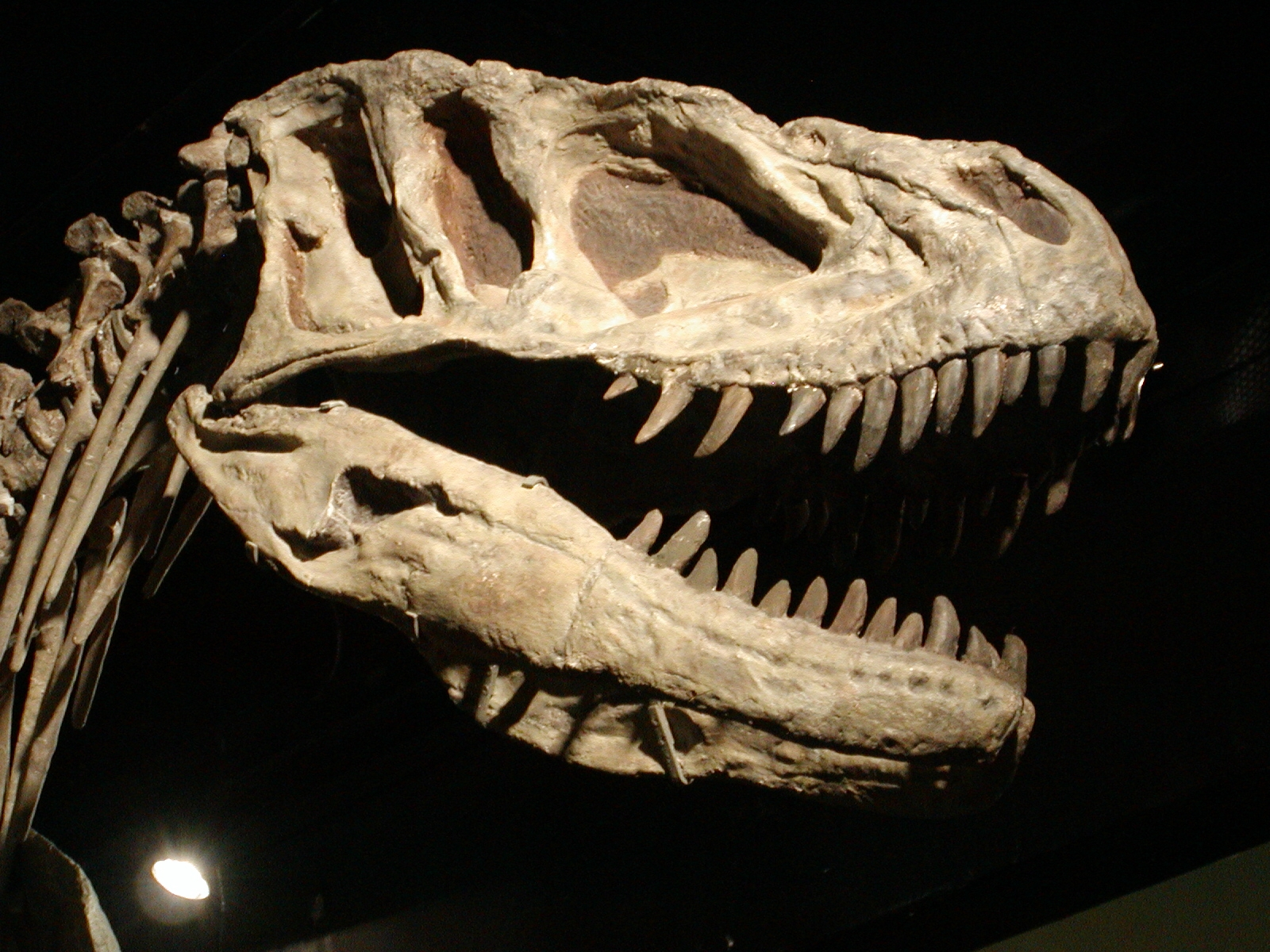
Sinraptor hepingensis (im PPFMOS)
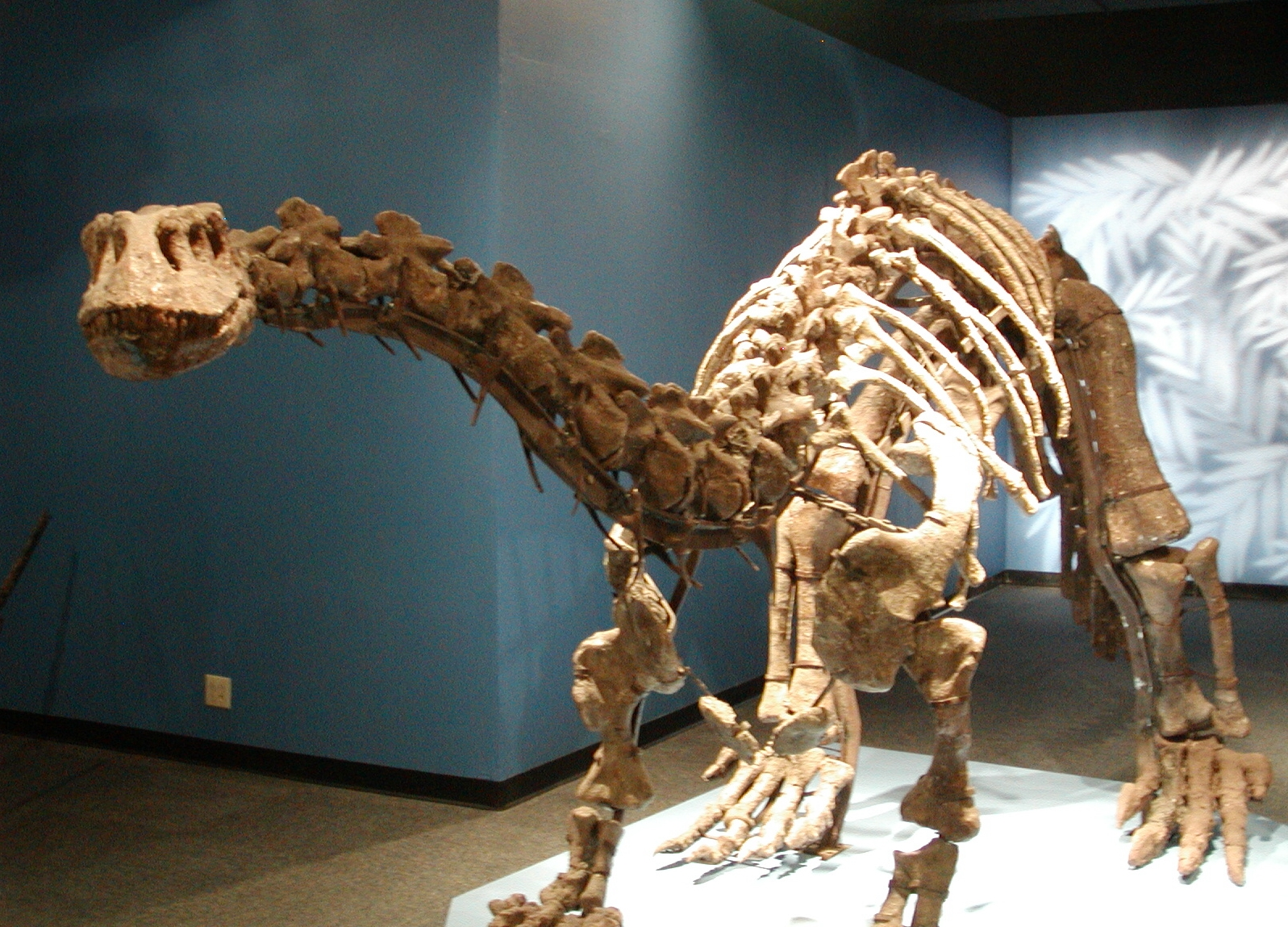
Lufengosaurus magnus (im PPFMOS)
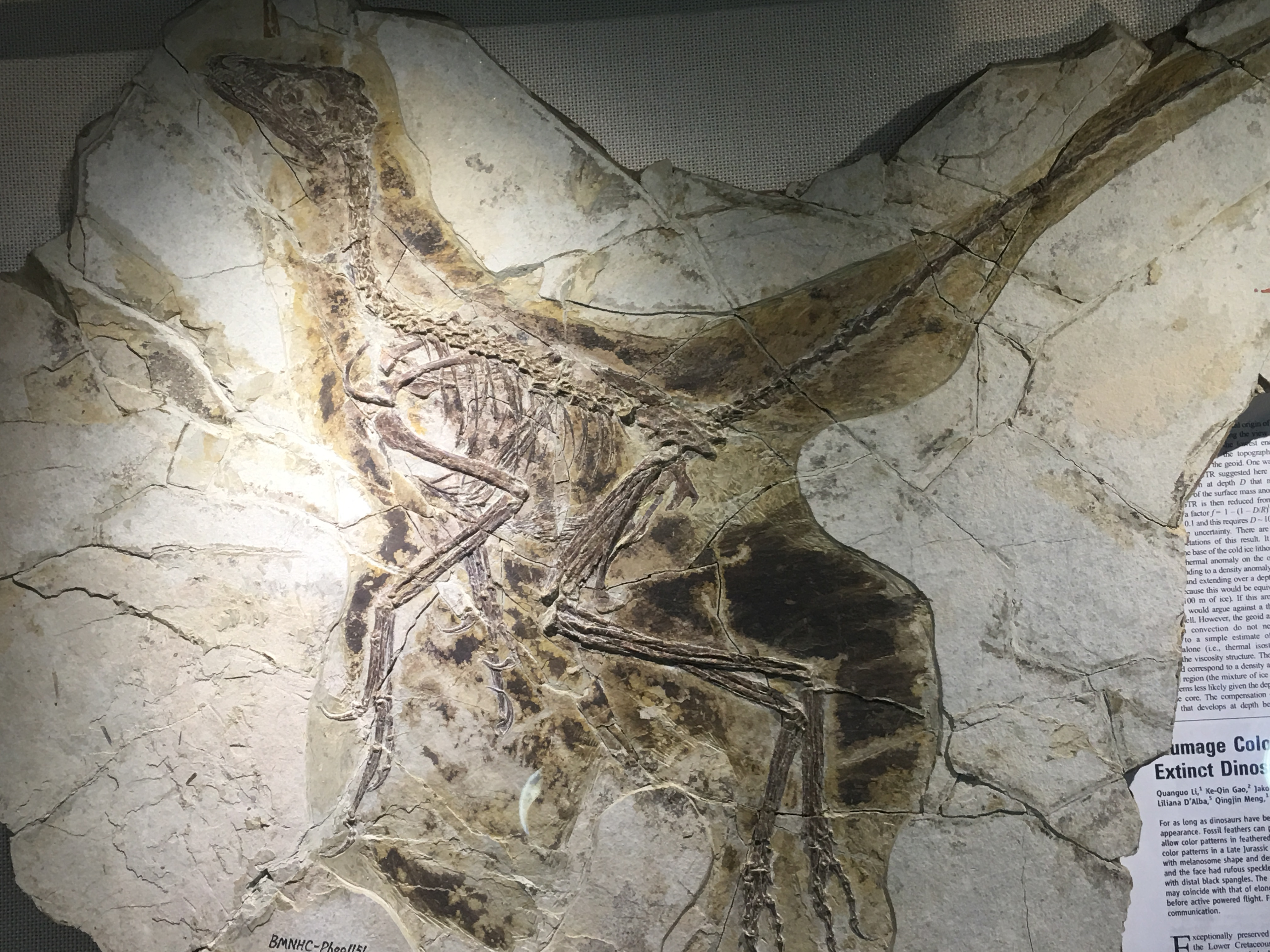
Anchiornis huxleyi